# Pietro Nelli

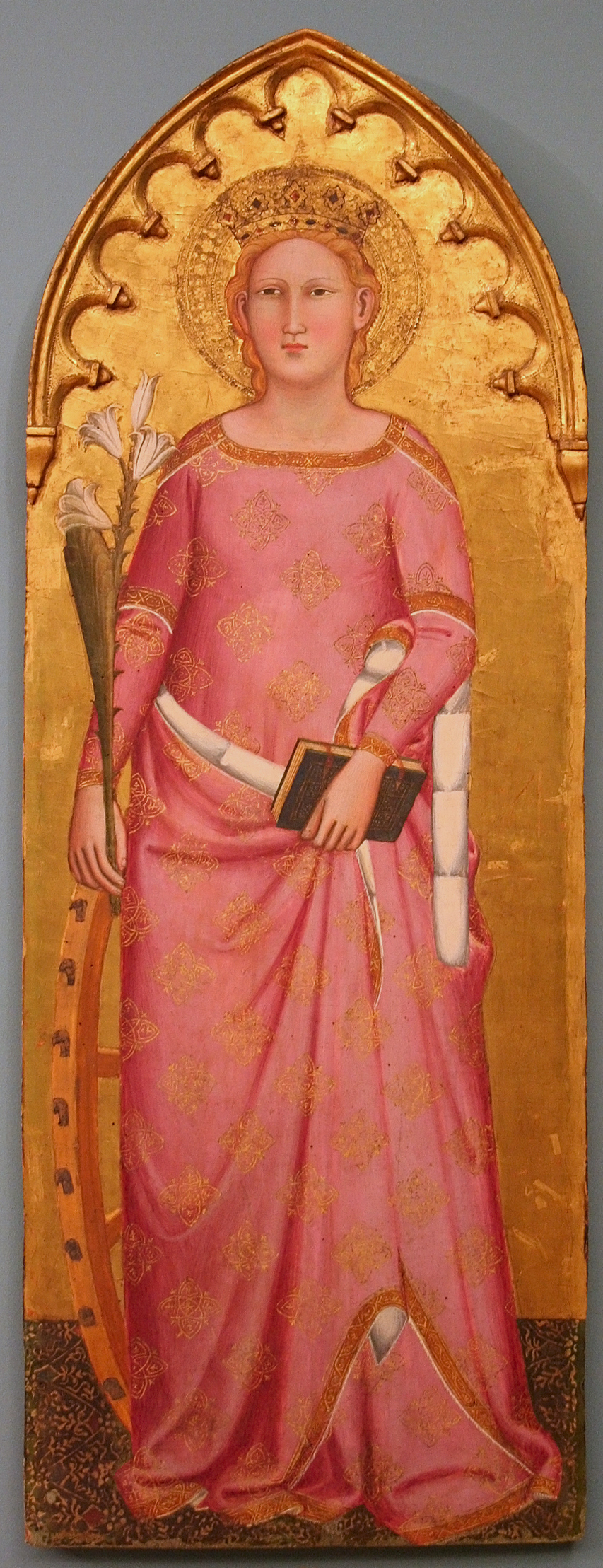
Pietro Nelli, Santa Caterina, Bonnefantenmuseum, Maastricht

Pietro Nelli (Borgo San Lorenzo, 1355? – 1419) è stato un pittore italiano di scuola giottesca.

## Biografia
Mugellano, nativo di Rabatta nei pressi di Borgo San Lorenzo, si formò nella bottega dell'Orcagna e dei suoi fratelli, ingentilendo il loro stile tagliente secondo i modi più morbidi di Bernardo Daddi, Giottino e Giovanni da Milano. Iscritto nella corporazione dei pittori fiorentini dal 1382, collaborò col Maestro di Barberino nella decorazione della scarsella dell'oratorio di Santa Caterina delle Ruote a Bagno a Ripoli. Lavorò in affreschi all'Antella, Impruneta, Signa, nonché nella sua terra natale, il Mugello , in diverse località tra cui Cardetole dopo alcuni problemi che aveva avuto a Firenze nel 1407. Fu attivo ancora nel secondo decennio del Quattrocento, fino alla morte.